# Barbara Sadurska
Barbara Sadurska (ur. 4 grudnia 1974 w Brzesku) – polska prawniczka, specjalistka prawa własności intelektualnej, pisarka. 

## Życiorys
Absolwentka Wydziału Prawa i Administracji (2001) oraz Polonistyki (2000) Uniwersytetu Jagiellońskiego. Studia podyplomowe „Prawo autorskie, prasowe i wydawnicze” ukończyła w Instytucie Prawa Własności Intelektualnej UJ (2006) oraz „Społeczeństwo informacyjne” na Wydziale Fizyki, Astronomii i Informatyki Stosowanej UJ (2008). Szkoła Trenerów (2009) i Szkoła Menedżerów Projektów Szkoleniowych (2011) - Wszechnica UJ. Szkoła Negocjacji - House of Skills (2012).
Mieszka w Krakowie.
W latach 2010–2015 publikowała artykuły popularnonaukowe w czasopiśmie „Know How”.
Od 2018 roku publikuje opowiadania w „Twórczości”, Znaku, Piśmie, Magazynie opinii, Vogue, Wizjach, Kontencie, Stronie Czynnej i innych.
Prowadzi szkolenia z prawa autorskiego oraz warsztaty kreatywnego pisania, między innymi w Studium Literacko-Artystycznym Uniwersytetu Jagiellońskiego.

## Książki
Dla dzieci:
- Srebrny Smok, Warszawa: wydawnictwo Agora dla Dzieci, 2023, ilustacje: Marcin Minor[3]
- Rada smoków, Warszawa: wydawnictwo Agora dla dzieci, 2024, ilustracje: Marcin Minor[4]

Dla dorosłych:
- Mapa, Warszawa: Nisza, 2019[2]
- W ruchu, Kraków: Małopolski Instytut Kultury, 2021[2]
- Naturalnie, Kraków: Małopolski Instytut Kultury, 2022[5]
- Czarny hetman, Warszawa: Nisza, 2022[4]
- Bajka, Bajeczka, Wrocław: Warstwy, 2023, ISBN 978-83-67186-91-9[4]

## Nagrody
- 2009: III nagroda Agencji Dramatu i Teatru Polskiego Radia, za scenariusz słuchowiska Wszystko takie smutne[6][1]
- 2010: II nagroda w konkursie "Trzy Korony - Małopolska Nagroda Filmowa", za scenariusz filmowy Calineczka[7]
- 2018: nagroda główna na 14. Międzynarodowym Festiwalu Opowiadania we Wrocławiu, za opowiadanie Pełnia[8]
- 2020: Nagroda Kraków Miasto Literatury UNESCO 2020[9]
- 2020: Nagroda Literacka im. Witolda Gombrowicza, za książkę Mapa[10]
- 2020: O!Lśnienia - Nagrody Kulturalne Onetu i Miasta Krakowa, nagroda w kategorii "Literatura" za książkę Mapa[11]
- 2021: Stypendystka Miasta Krakowa[12]
- 2022: Nagroda Krakowska Książka Miesiąca (grudzień 2022) za książkę Czarny hetman
- 2022: Nagroda Kraków Miasto Literatury UNESCO 2022

## Galeria

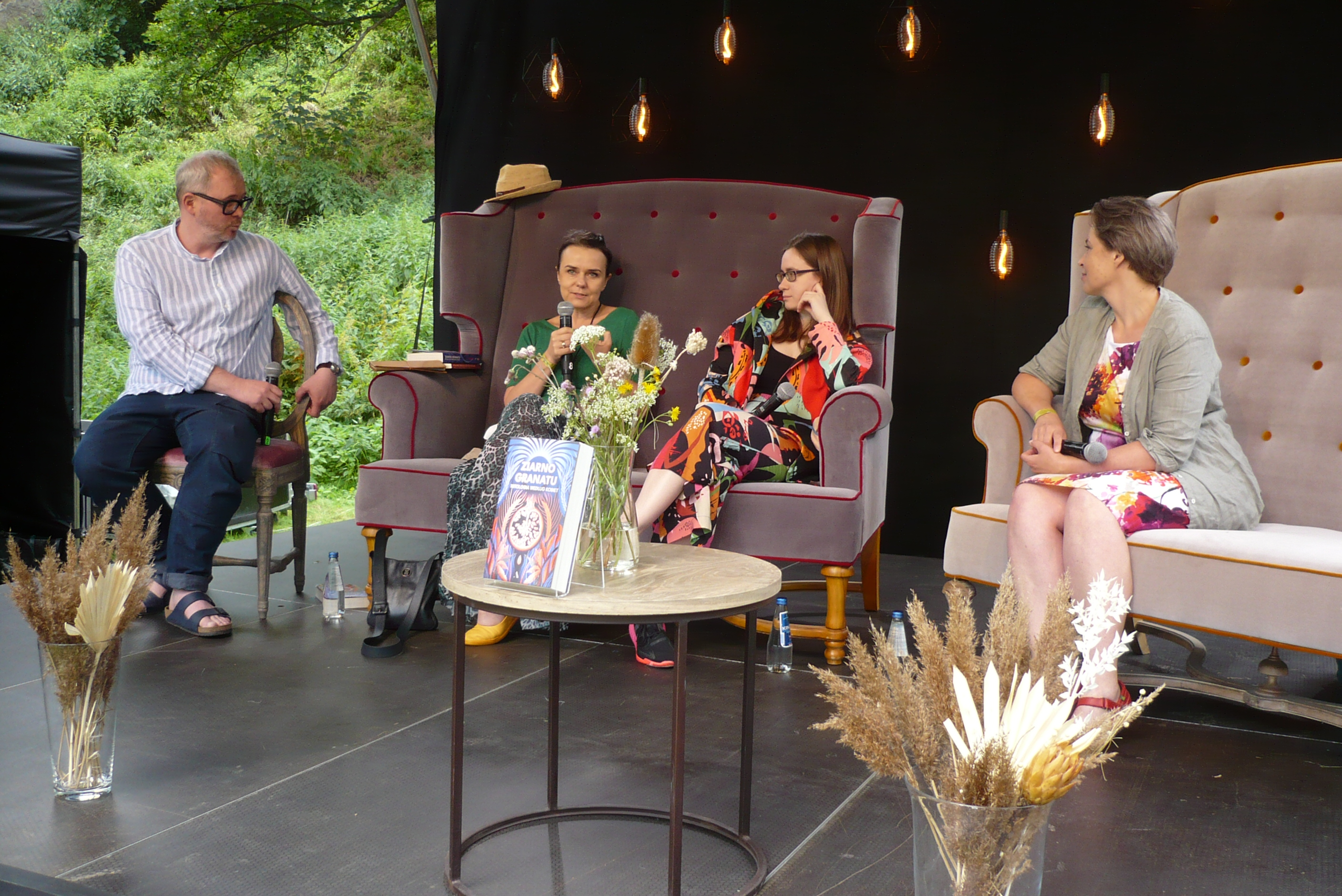
Barbara Sadurska
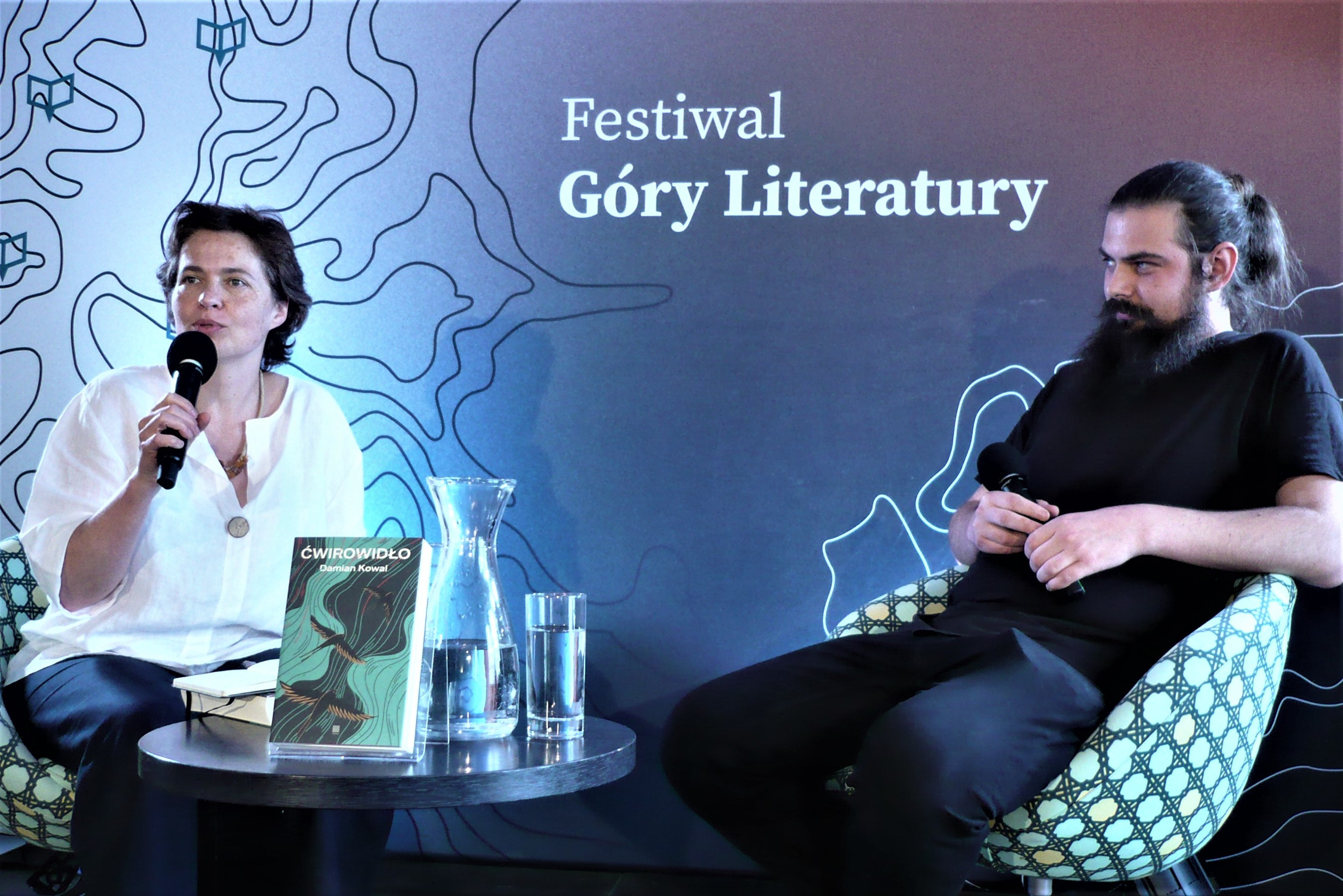
Barbara Sadurska
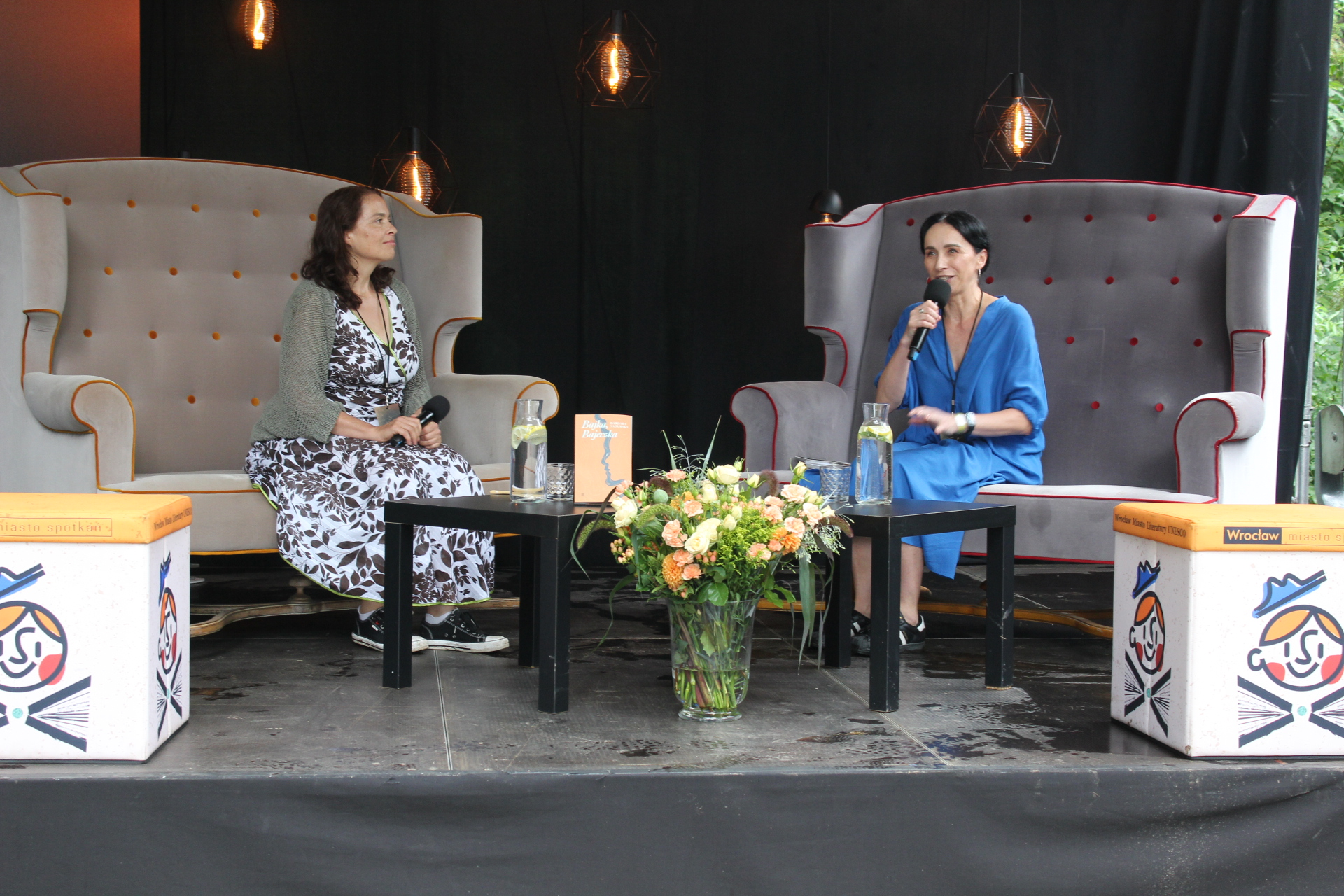
Barbara Sadurska, Renata Przemyk
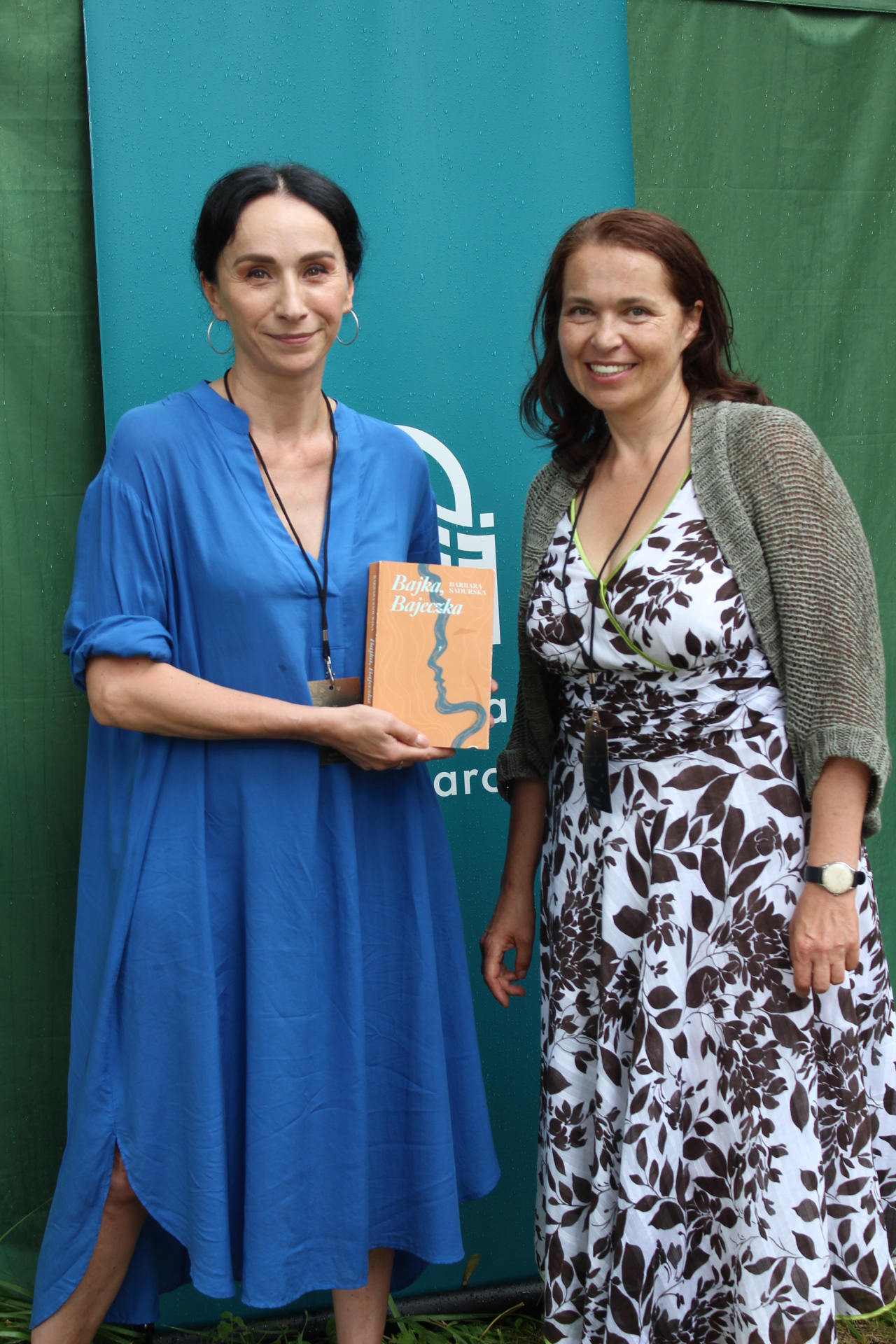
Renata Przemyk, Barbara Sadurska,